# 都営地下鉄大江戸線

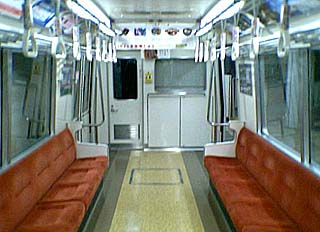
12-000形車内
一般の車両に比べて横幅が狭く、上すぼみになっており、天井が低い（2005年1月）。

大江戸線（おおえどせん）は、東京都交通局が運営する鉄道路線（都営地下鉄）である。東京都練馬区の光が丘駅から新宿区の都庁前駅までを結ぶ放射部と、同駅から反時計回りに都心・下町・山の手を環状に繋ぎ、再び都庁前駅に至る環状部から構成される。『鉄道要覧』における名称は12号線大江戸線。一般的に都営大江戸線と呼ばれることが多い。
環状の路線を形成しているが、山手線や大阪環状線、名城線などとは異なり、「エンドレス循環型」運転ではなく「6の字型」の運転である（運行形態については後述。他の環状運転路線の例は「環状運転」を参照）。なお、起点は都庁前駅、終点は光が丘駅である。推進方式は、鉄輪式・リニア誘導モーター推進方式を採用している。
路線名の由来は東京の古称である江戸の雅名「大江戸」から（決定経緯については後述）。車体および路線図や乗り換え案内で使用されるラインカラーは「マゼンタ」、路線記号はE。

## 概要
この路線は、1962年（昭和37年）6月8日の都市交通審議会答申第6号において答申された第9号線「芦花公園方面 - 方南町 - 新宿 - 春日町 - 厩橋 - 深川及び月島の各方面を経て麻布方面に至る路線」に由来する。ただし、同年8月29日の東京都市計画高速鉄道網の改訂（都市計画）では、線形、経過地について引き続き検討するものとされた。
この路線ルートでは、新宿駅から方南通り（都道14号線）地下を西へ進み、方南町を通って京王井の頭線西永福駅で交差し、芦花公園に至るルートであった。しかし、この路線ルートは京王バスの重要な営業エリアを通るもので、地下鉄が開業すればバス事業の経営に大きな影響を与えると、京王が反対の意見を示した。また、この計画では新宿駅は北側の新宿大ガード下の地下を通るもので、既存の新宿ターミナルから大きく外れるものと、問題点が指摘された。京王は芦花公園 - 新宿間は京王線を複々線化させ、第9号線と直通運転して都心へ乗り入れる、第9号線は新宿駅南口で甲州街道（国道20号）の地下を通る案（現行の新線新宿経由）を主張した。
これを受け、1964年（昭和39年）3月27日、都市交通審議会は京王の主張した案を採用し、第9号線芦花公園 - 新宿間の経由地は京王線を複々線化させて、桜上水、明大前、幡ヶ谷を経由することに変更した。
1968年（昭和43年）4月10日の答申第10号において、それまでの第9号線は第12号線に変更され、「新宿方面より春日町、上野、深川及び月島の各方面を経て麻布方面に至る路線」として示され、「なお、本路線は環状線とすることも考えられるので、路線の一部については、将来再検討することとする」とされた。この第10号答申では、京王線芦花公園方面 - 新宿 - 住吉町に至る都市計画第10号線（都営新宿線）が新たに制定されている（第9号線と京王線との乗り入れから、新たに制定された第10号線と京王線が乗り入れることに振り替え。第9号線→第12号線の他社乗り入れは計画はなくなった）。
1972年（昭和47年）3月の答申第15号では新宿方面 - 麻布方面を環状線とし、新宿から新宿に戻り、さらに新宿 - 高松（練馬区）間および東京8号線から削除した護国寺 - 目白 - 西落合間を加える形に変更された（現在の環状部・放射部に準じたルートと、旧8号線の西落合 - 護国寺間に整理される）。なお、同時に高松町（現：光が丘パークタウン付近）から大泉方面への延伸も検討されている。このうち、放射部にあたる光が丘駅 - 練馬駅 - 都庁前駅 - 新宿駅間が「都営12号線」として開業し、後に環状部延伸開業時に「大江戸線」に改称している。なお、支線にあたる西落合 - 護国寺間は免許申請しないこととされ、1985年（昭和60年）の運輸政策審議会答申第7号ではこの区間が削除されている。
建設費を削減するため、大阪市営地下鉄（現在のOsaka Metro）長堀鶴見緑地線に次いで日本で2番目に鉄輪式リニアモーターミニ地下鉄が採用された。都営地下鉄の路線の中では唯一、他社路線との直通運転を行っていない。また、大江戸線の営業線は全線地下だが、車両は検査を行っている馬込車両検修場で地上に姿を現す（#車両節を参照）。浅草線も自局営業線は全線地下にあるものの、車両は馬込車両検修場や直通先の他社線で地上に姿を現す。そのため、営業運転において車両が地上に出ない路線は、都営地下鉄では大江戸線のみとなる。
都営地下鉄で初めてワンマン運転を実施した。単一の地下鉄路線としては日本最長 (40.7 km) であり、全線がトンネル（地下区間）構造のため、連続した地下鉄トンネルとしても日本最長である。
後発で建設された地下鉄路線のため、既存の路線より深部を走り、全般的に駅ホームがかなり深いところに設置されている。特に2層構造の六本木駅は下部の内回り1番線ホームが地下 42 m と、地下鉄駅としては日本で最も低い場所に位置する。また、中井駅北方 - 西新宿五丁目駅西方にかけての区間は並行する首都高速中央環状線山手トンネルの直下を通過しており、中井駅・東中野駅・中野坂上駅の駅躯体は山手トンネルと一体化した構造になっている（「山手トンネル#都営地下鉄大江戸線との関係」も参照）。
日本の地下鉄では最深部を走行しており、耐震性に富み、災害時には救助作業の大動脈として利用されることになっている。そのため、非常用の備蓄倉庫が麻布十番駅と清澄白河駅に設置されている。

## 路線データ
- 路線距離（営業キロ）：全長 40.7 km
  - 光が丘駅 - 新宿駅間（放射部、東京都交通局施工） 12.9 km
  - 新宿駅 - 都庁前駅間（環状部、東京都地下鉄建設施工） 27.8 km
- 軌間：1435 mm
- 駅数：38駅（起終点駅含む。ただし都庁前駅は1駅として数える。日本の地下鉄線では駅数が最も多い）
- 複線区間：全線
- 電化区間：全線（直流 1500 V、架空電車線方式、車上一次鉄輪式リニアモーター方式）
- 閉塞方式：車内信号閉塞式（新CS‐ATC）
- 列車無線方式：空間波無線 (SR) 方式
  - 漏洩同軸ケーブル (LCX) を用いた空間波方式である。
- 最高速度：70 km/h[4]
- 表定速度：内回り 29.0 km/h・外回り 29.2 km/h[19]
- 全線所要時分：内回り84分15秒・外回り83分30秒[19]
- 車両基地：木場車両検修場（木場車庫・高松車庫）

内回りは光が丘駅 - 都庁前駅 - 大門駅 - 両国駅 - 都庁前駅着まで。外回りは都庁前駅 - 両国駅 - 大門駅 - 都庁前駅 - 光が丘駅着まで。

## 沿革

### 建設までの経緯
前述した答申第15号に基づき、1974年（昭和49年）8月に全線（現在の光が丘駅 - 都庁前駅間全線・放射部及び環状部）の地方鉄道敷設免許を取得し、1985年（昭和60年）の全線開業を目標に建設計画を進めていた。この時点では新宿線と同様の 20 m 車両による10両編成（軌間は 1,435 mm）で建設することを計画していた。建設費用は6628億8100万円と見積もられていた。
しかし、1973年（昭和48年）のオイルショックによる社会情勢の急変、また交通局の財政悪化から、1976年（昭和51年）半ばから建設計画は一時凍結された。ただし、1975年（昭和50年）12月に大型規格（20 m 車・10両編成）による練馬 - 光が丘間の工事施工認可を運輸省に申請したが、事業凍結から未審査のまま自動消滅している。
その後、1978年（昭和53年）5月に東京都知事の諮問機関である東京都交通問題対策会議において、地下鉄12号線を「再度交通需要の予測を行い、路線立地、交通機関の構造、経済性、補助制度等を検討のうえ建設されるべきである」と提言した。
さらにグラントハイツ跡地（光が丘地区）に大規模住宅団地建設をはじめとした再開発を行うことが決定され、交通網整備の必要性が高まった。そのため、東京都が1982年（昭和57年）12月に策定した『東京都長期計画』の10ヵ年計画において、地下鉄12号線を建設することを決定した。この時点で需要及び建設費用の見直しを行い、小型地下鉄車両（16.5m車両・8両編成）によるトンネル断面の縮小、駅設備を縮小する方針とすることを決定した。これは大江戸線着工前までに同線以外で地下鉄の延伸開業が相次いでいたことも影響している。
計画時のルートは現行ルートと一部異なり、練馬付近、新宿付近、六本木付近、汐留付近、飯田橋付近で大きな見直しが行われている。大きく変更されたのは、中野坂上 - 都庁前（仮称：西新宿駅） - 国立競技場間で、都庁前駅は9号街路（東通り）の京王プラザホテル前に上下2層構造のT字型配置とする計画から、西新宿五丁目駅を経由して4号街路（中央通り）地下を通過するルートに変更した。
大門 - 勝どき間は竹芝埠頭 - 豊海町を横断するルートから汐留駅、築地市場駅を経由するルートに、春日 - 牛込神楽坂間は直行するルートから飯田橋を経由するルートに変更した。ルート見直しは大型車を使用する必要性がなくなり、さらに乗り換え駅や公共施設等へのアクセスを向上させることで、利便性向上と建設費低減の必要があったためでもある。
環状ルートの建設も検討されたが、これを実現するためには新宿と新宿西口を結ぶ新たな線路の建設と、2駅のうち1駅を2面化する工事を行わなければならなかった。しかし、両駅の地上部は道路幅が狭くビルが密集し、2面ホームの設置が難しく、難工事による費用と期間の膨大が懸念され、さらに新宿駅前後の環状方向の旅客流動は少ないと見込まれ、費用対効果を検証した結果、6の字型ルートとなった。
大江戸線建設工事着手時の資料によれば、当初計画による放射部の建設費用は2640億円、環状部は5850億円、合計で8490億円とされていた。光が丘 - 練馬間の開業は1990年度末（1991年3月）、練馬 - 新宿への延伸開業は1994年度末（1995年3月）、環状部は1996年度末（1997年3月）開業予定とされていた。実際には、いずれの区間も用地買収の難航から建設工事に遅れが発生し、建設費用は計画のおよそ1.5倍以上に膨れ上がった。
最終的に、この路線の建設費用は、放射部で3991億円、環状部で9583億円、全線では1兆3574億円となった。1 km あたりの建設費用は、放射部で286億円、環状部で323億円。このことから、東京湾アクアラインや関西国際空港などの国家プロジェクトに匹敵する建設費用となった。

### 環状部の建設
また、環状部区間は早期の建設、全線同時開業を行う必要性があることから、資金面などにおいて柔軟な対応ができる第三セクター方式で建設することとされた。そして、1988年（昭和63年）7月に東京都地下鉄建設が設立され、第3種鉄道事業者として環状部の建設を行った。同社が建設・製造した鉄道施設・車両は東京都交通局が長期分割支払いで譲受し、放射部と一体で経営を行うこととされた。
なお、国立競技場 - 新宿間は環状部であるが、開業は環状部の他の区間より早い。これは、国立競技場駅に非常渡り線があり折り返し運転ができることや、乗客への利便性向上などを考慮して、東京都交通局が東京都地下鉄建設から先行して買い取って開業させたためである。
環状部の駅建設にあたり、エレベーター約60台・エスカレーター約250基を要することから、建設費削減のために複数駅をまとめて一括発注するとともに、日本国外の企業を参入させることとなった。その結果、エレベーターはコネのモノスペース型（マシンルームレス）を採用し（施工は東芝が担当）、エスカレーターはシンドラー（オーストリア）（代々木 - 汐留）・三菱電機（築地市場 - 蔵前）・日立製作所（新御徒町 - 新宿西口）の3社に発注した。
2000年（平成12年）11月29日には環状部の鉄道施設が完成、翌11月30日に東京都地下鉄建設から東京都交通局に鉄道施設を譲渡した（建設工事完成・譲渡記念式典を開催）。

### リニアモーター方式の採用
1986年（昭和61年）4月に、12号線用の12-000形試作車が製作され、浅草線馬込検車場（当時）において、小型地下鉄として新しい技術の試験を含めた走行試験を実施した。この車両は都営地下鉄で初めてのVVVFインバータ制御方式を採用し、主電動機は小型の誘導電動機を使用した。また、馬込検車場内では走行速度が制限されるため、浅草線の終電後に西馬込駅 - 戸越駅間で高速走行試験を実施した。
その後、1987年（昭和62年）6月、地下鉄12号線建設推進本部が「現在開発されつつあるリニアモーター車両のメリットも大きいので、1987年3月下旬に開始されたリニアモーター車両の試験の状況および車両技術の動向などを踏まえ、今後、車両の駆動方式（リニアモーター方式・回転形モーター方式）について、放射部車両の製作時期までに決定する。」とされた。これを受け、1988年（昭和63年）に12-000形試作車をリニアモーター車両へ改造し、同年4月 - 6月・9月 - 11月に馬込検車場においてリニアモーター方式の走行試験を実施した。
この試験結果を踏まえ、1988年12月21日に地下鉄12号線にリニアモーター駆動方式を採用することを決定し、まもなく練馬以南の放射部および環状部の線形を変更（リニア地下鉄の長所である急曲線と急勾配を活かし、民有地地下から道路や公園の地下を通るルートに変更など）することとなった。

### 路線名決定までの経緯
1991年（平成3年）12月の開業当初は都市計画路線名の「12号線」のままで営業を行っていたが、1999年（平成11年）8月初旬、2000年（平成12年）4月20日の環状部一部区間（新宿駅 - 国立競技場駅間）の先行開業を発表するとともに、プロ野球セントラル・リーグ会長（当時）の高原須美子を委員長とする都営地下鉄12号線路線名称選考委員会によって路線名の公募が行われた。
その結果、同年11月末に、応募が多かった候補の一つである「東京環状線」（愛称として「ゆめもぐら」）が第一候補に挙げられたが、東京都知事（当時）の石原慎太郎は「なんでこれが『環状線』なんだ」として難色を示し、意中の名称は「大江戸線」だと明かした。その結果、同年12月15日の委員会で大多数の支持を得て「大江戸線」に決定した。
委員会では当初、新宿などは江戸の範囲（朱引）の外部にあたるとして議論があったが、交通局では、路線がこれを囲むように走ることと、「大」を付けることにより地理的、経済的、文化的な広がりを表現できるとして委員会を説得し、決定にこぎつけた。なお、最も多かった名称は「都庁線」だった。

### 年表
- 1962年（昭和37年）6月8日：都市交通審議会答申第6号で地下鉄第9号線（→12号線）が答申される[10]。
- 1968年（昭和43年）4月10日：都市交通審議会の答申第10号では、それまでの第9号線は第12号線に変更されて答申される[14]。
- 1972年（昭和47年）
  - 3月1日：都市交通審議会の答申第15号で答申される[38]。
  - 10月24日：西新宿（現・都庁前駅） - 高松町（現・光が丘駅）間全線の地方鉄道敷設免許を申請[38]。
- 1974年（昭和49年）8月30日：西新宿 - 高松町間全線の地方鉄道敷設免許を取得[38]。
- 1975年（昭和50年）12月15日：大型規格（20 m 車10両編成）による練馬 - 高松町間の工事施工認可を申請[16]（未審査のまま自動消滅[38]）。
- 1976年（昭和51年）半ば：12号線建設計画凍結[9]。
- 1985年（昭和60年）
  - 7月11日：運輸政策審議会答申第7号で整備計画路線に[38]。
  - 8月7日：練馬 - 光が丘間工事施工認可（運輸省）
- 1986年（昭和61年）
  - 2月20日：練馬 - 光が丘間道路下敷設認可（建設省）
  - 4月18日：12号線用の試作車12-000形が落成・報道向けに公開される[39]。同車は馬込検車場（当時）に搬入され、各種試験が実施される。
  - 6月1日：光が丘 - 練馬間の建設工事に着工[38]。
  - 6月30日：12号線のラインカラーを「マゼンタ」に決定する[39]。
- 1988年（昭和63年）
  - 5月6日：12-000形試作車を改造した鉄輪支持式リニアモーターの試験を開始、同年11月まで実施する[39]。
  - 7月28日：環状部を建設する第三セクター「東京都地下鉄建設株式会社」を設立[38]。
  - 12月21日：鉄輪支持式リニアモーター方式の採用を決定[33][38]。
- 1989年（平成元年）
  - 3月30日：東京都地下鉄建設が新宿 - 新宿西口間の第3種鉄道事業免許を申請[39]。
  - 5月31日：東京都地下鉄建設が新宿 - 新宿西口間の第3種鉄道事業免許を取得[38]。
- 1990年（平成2年）
  - 8月1日：新宿 - 練馬間の建設工事に着手[38]。
  - 9月17日：光が丘検修所（当時）において12-000形量産車の搬入を開始[39]。
  - 12月1日：光が丘 - 練馬間で本線試運転に伴い、レール締結式および入線式を実施[39]。
- 1991年（平成3年）
  - 12月10日：都営12号線として光が丘駅 - 練馬駅間が開業[40][41][42]。
  - 12月31日：大晦日から元日にかけての終夜運転を開始。他の都営地下鉄3線は一時期にそれを中止していたものの、大江戸線では開業当初から毎年行っている。
- 1992年（平成4年）2月1日：東京都地下鉄建設が環状部の建設を開始[38]。
- 1997年（平成9年）
  - 3月17日：新宿延伸開業用にマイナーチェンジした12-000形3次車の搬入を開始[43]。
  - 5月25日：12-000形3次車の営業運転を開始[44]、合わせて全列車を6両編成から8両編成化[44]。
  - 6月17日：練馬駅 - 新宿駅のレール締結式を中野坂上駅で実施[43][45]。8月16日には都庁前駅で入線式が行われる[43]。
  - 12月19日：練馬駅 - 新宿駅間が開業[41][46]。
- 1999年（平成11年）
  - 2月22日：木場車両検修場へ12-000形4次車の搬入を開始[43]。以後、2000年2月17日まで1年がかりで行われた[43][47]。
  - 9月2日：新宿 - 国立競技場間のレール締結式を実施[43]。10月1日は入線式を実施[43]。
  - 12月15日：路線愛称名を「大江戸線」にすることを決定する[43]。
- 2000年（平成12年）
  - 4月20日：新宿駅 - 国立競技場駅間が開業[41]。同時に路線名を大江戸線と改称[41]。
  - 9月18日：全線が地下で、東京都の屋外広告物条例の適用を受けないことから、車体広告列車の運転を開始[48]（現在は行っていない）。
  - 11月30日：大江戸線環状部の鉄道施設を、建設した東京都地下鉄建設から東京都交通局へ譲渡[43]。
  - 12月12日：国立競技場駅 - 六本木駅 - 大門駅 - 両国駅 - 飯田橋駅 - 都庁前駅間が開業し、全線が開業[41][49]。ただし汐留駅は駅周辺が再開発中でアクセス道路が未開通だったため開業を見送り（汐留信号所〈2代〉として使用）、全列車が通過していた。全線開業日としてこの日（平成12年12月12日）が選ばれたのは、本路線が「12号線」であることにちなむ。同日には、開業記念の臨時列車として、都庁前駅12時12分発の「大江戸線クイーン[注釈 8]号」が運行された。
- 2002年（平成14年）11月2日：汐留信号所（2代）を駅に変更して汐留駅開業[41][50][51][52]。車内放送広告を開始[53]。
- 2006年（平成18年）4月1日：汐留連絡線を使用開始[41]。E5000形の運用を開始[41]。
- 2007年（平成19年）10月23日：7時55分、中井駅 - 練馬駅間で架線停電が発生し、全線運休。練馬駅 - 新江古田駅間で列車1本が立往生。11時に全区間が復旧[54]。
  - 中井駅 - 練馬駅間では練馬変電所と中井変電所から送電されるが、2007年10月19日の終電後に係員が練馬変電所の変電設備の定期検査を実施したとき、断路器の点検用スイッチを切ったあとその断路器を復旧させないまま検査を終了したため、朝ラッシュ時の運転本数増加に伴い、もう一方の回路への負荷が過大となり電流が遮断されたのが原因[55]
- 2008年（平成20年）4月1日：東京都地下鉄建設が東京都交通局へ環状部（新宿駅 - 清澄白河駅 - 都庁前駅）の譲渡を完了し、第3種鉄道事業免許を失効。全線が東京都交通局の第1種鉄道事業免許のみに基づく区間となる。
- 2011年（平成23年）
  - 3月11日：東北地方太平洋沖地震（東日本大震災）の影響で一時全線で運行を見合わせるものの、20時40分に全線で運転再開。
  - 4月23日：清澄白河駅で当路線初となるホームドアの運用を開始[56]。
- 2012年（平成24年）3月17日：ダイヤ改正により、日中時間帯の運転間隔を6分間隔に改める。
- 2013年（平成25年）4月27日：西新宿五丁目駅でホームドアの運用を開始し、全駅でのホームドア整備が完了[57]。
- 2014年（平成26年）2月1日：大江戸線においても、この日全駅の接近放送が更新。これに伴い、4路線の接近放送が更新された。
- 2019年（令和元年）7月31日：『きかんしゃトーマス』の意匠で装飾を施した「子育て応援スペース」[注釈 9]付き車両の運行を開始[58]。
- 2023年（令和5年）1月18日：平日朝ラッシュ時間帯に女性専用車両を導入[59]。
- 2024年（令和6年）12月21日：新宿西口駅、東新宿駅、上野御徒町駅、築地市場駅、大門駅、赤羽橋駅、六本木駅、青山一丁目駅、国立競技場駅、新宿駅、都庁前駅、西新宿五丁目駅、豊島園駅の自動改札機でクレジットカードなどのタッチ決済を活用した乗車サービスの実証実験を開始[60]。

## 運行形態
環状運転をしているように思われるが実際は通常の複線路線と同じ運行形態をしており、都庁前駅 - 飯田橋駅 - 両国駅 - 大門駅 - 六本木駅 - 都庁前駅 - 光が丘駅間を往復運転（6の字型運転）する。運転方向の呼び方は「内回り」「外回り」という（定期券の経路にも表示）が、各駅の案内上は方面呼称となっている。正式には「内回り」をA線、「外回り」をB線と呼ぶ。なお、都営地下鉄でA線・B線の呼称を使用するのは大江戸線のみである。

車両側面上部の行先表示の一例（2008年11月22日撮影）

2005年末までは内回り区間について光が丘駅→都庁前駅間を「六本木・大門方面行」、新宿駅→新宿西口間駅を「（○○経由）都庁前行」、外回り区間について新宿西口駅→練馬春日町駅間を「（○○経由）光が丘行」と呼称していたが、現在は内回り区間が光が丘駅→築地市場駅間では「○○・○○方面行き」、勝どき駅→新宿西口駅間では「（○○経由）都庁前行き」、外回り区間が都庁前駅 - 蔵前駅間では「○○・○○方面行き」、両国 - 練馬春日町間では「（○○経由）光が丘行き」に呼称を変更している。○○に入る駅は都庁前・六本木・大門・両国・春日・飯田橋各駅から2駅（ただし春日駅は大門駅 - 森下駅間の内回りのみ、都庁前は大門駅 - 新宿駅間の外回りのみ）。
このため、各車両のLED式前面・側面行先表示は走行区間によって変化する。
朝夕ラッシュ時は最短3分間隔で運転されており、
- 都庁前駅 - 飯田橋駅 - 両国駅 - 清澄白河駅間
- 清澄白河駅 - 大門駅 - 六本木駅 - 都庁前駅 - 光が丘駅間

という区間運転列車が多数設定されている。これらのほとんどは、清澄白河駅東側にある木場車庫の入出庫の都合で設定された列車である。清澄白河駅以外にも汐留駅と新御徒町駅には、都庁前駅方面への折り返しが可能な引き上げ線があり、練馬駅・国立競技場駅・赤羽橋駅・牛込神楽坂駅に非常用の渡り線が設けられている。この関係で早朝・夜間には、
- 都庁前駅発六本木・大門・両国・飯田橋駅経由都庁前駅行き（朝のみ）
- 汐留駅 - 大門駅 - 六本木駅 - 都庁前駅 - 光が丘駅間
- 都庁前駅 - 飯田橋駅 - 新御徒町駅間
- 光が丘駅発都庁前駅行き（深夜のみ）

といった区間運転列車が少数ながら設定されている。
日中は全線往復運転が基本であり、2012年3月17日のダイヤ改正以後は6分間隔で運転されている。この改正前までは180分間に29本運転（6分12秒間隔）であった。
また、終日を通して都庁前駅では六本木・大門方面の列車から飯田橋駅方面の列車へ、および飯田橋方面発都庁前行きの列車から光が丘行き列車への乗り継ぎ時間が少なくなるように設定されている。
他の都営地下鉄路線と同様に、沿線の花火大会や国立競技場でのサッカーの試合やコンサートなどの大規模イベントが行われる際に臨時列車が設定されることがある。

### ワンマン運転
開業当初より全線でワンマン運転を実施している。このため、保安装置にATC装置を、また列車の自動運転機能を有するATO装置を採用している。
開業当初の本路線では車上監視方式を採用しており、8両編成分137mのホームを列車のモニター画面で運転士が監視していた。ホーム上でのドア扱いならびに発車時から列車最後部がホームを抜けるまでの間、運転士がホーム監視モニター画面でホーム上を監視し、触車事故などの場合には運転台の非常停止スイッチで列車を停止させる方式を採用していた。
この伝送システムには日立製作所と八木アンテナ（当時）が開発した赤外線で地上と車上の通信を行う「対列車光空間伝送システム」が採用されている（近赤外線空間波伝送方式）。ホーム監視カメラ（ITV）からの映像は、トンネル内壁面に設置した送光回路・送光器に送信される。送光回路により映像は近赤外光信号に変換され、送光器によって車両に搭載している受光器に送られる。車両で受光した近赤外光信号は、受光回路で映像データに復元して、運転室の監視モニター画面に表示する。光信号は列車の最後部から受光し、列車の停止位置より列車最後部がホームを抜けきるまで送光される。

### ホームドア
ホームドアは、2011年4月23日に、清澄白河駅での供用開始を皮切りに順次整備が進められ、2013年4月27日には西新宿五丁目駅での供用開始により大江戸線全駅でのホームドアの運用が開始された。ホームドアの導入は三田線に次いで2路線目となる。
既にホームドアを設置した三田線では、当初からATO装置やATO車上子等を使用してホームドアを制御・車両ドアと連動させている。しかし、大江戸線のATO装置はホームドアの制御・車両ドアとの連動には対応しておらず、また、対応させるには多額の費用を要することから、ホームドア制御用に別の機器を整備して対応させている。
ホームドアの開口幅は、ATO装置の定位置停止精度が前後500 mmとしていることから、停止位置の誤差を考慮して車両のドア幅である1,300 mmより1,100 mm広い2,400 mmとしている。停止位置の検知には駅先端部に停止位置検知センサーを設置しており、赤外レーザー光で車両最前部の突起を測定し、ショート（定位置手前）、定位置（ジャスト）、オーバー（定位置超過）を判断している。
ホームドアと車両ドアの連動には無線通信を使用しており、UHF帯無線（極超短波）とLF帯無線（長波）を使用して、車両側と地上側のインタフェースを行っている。対応装置として、乗務員室には車上伝送装置（運転台上部の白い箱、伝送制御部（UHF送受信部））を、地上側には地上伝送装置を設置している。車両側のフロントガラス左右にはLF受信部を設置している。

## 車両
以下の車両が使用されている。開業前に試作車が1986年に製造され、浅草線の馬込検車場（当時）で各種試験が実施された（前記沿革表を参照）。その後、1990年より量産車が製造された。第54 - 60編成は欠番。
- 12-600形 - 2012年2月23日から営業運転開始[66]。第61編成以降。
- 12-000形 - 1991年の初期開業時から運用。第01 - 53編成。1・2次車（第01 - 06編成）全編成と3・4次車の一部編成は廃車済み。

光が丘 - 練馬間の開業当初は6両編成で運用されていたが（12-000形1・2次車を使用）、新宿延伸開業を控えた1997年（平成9年）5月25日から12-000形3次車を使用して全列車が8両編成での運転となった。これには、当時の光が丘 - 練馬間の最大運用本数が4本・予備2本のため、同数の12-000形3次車（第07 - 12編成）を投入して1・2次車を編成替えのため一時的に置き換え、その間に1・2次車を8両編成化させて運用復帰させる形をとった。
大江戸線の車両は、2006年4月より浅草線の馬込車両検修場で検査・修繕を行っているが、リニアモーター方式ではない浅草線を自走できないことから、重要部・全般検査時はE5000形電気機関車で牽引して馬込車両検修場に車両を移動している。このための連絡線が汐留駅構内から浅草線の新橋駅と大門駅の間付近まで設けられている。

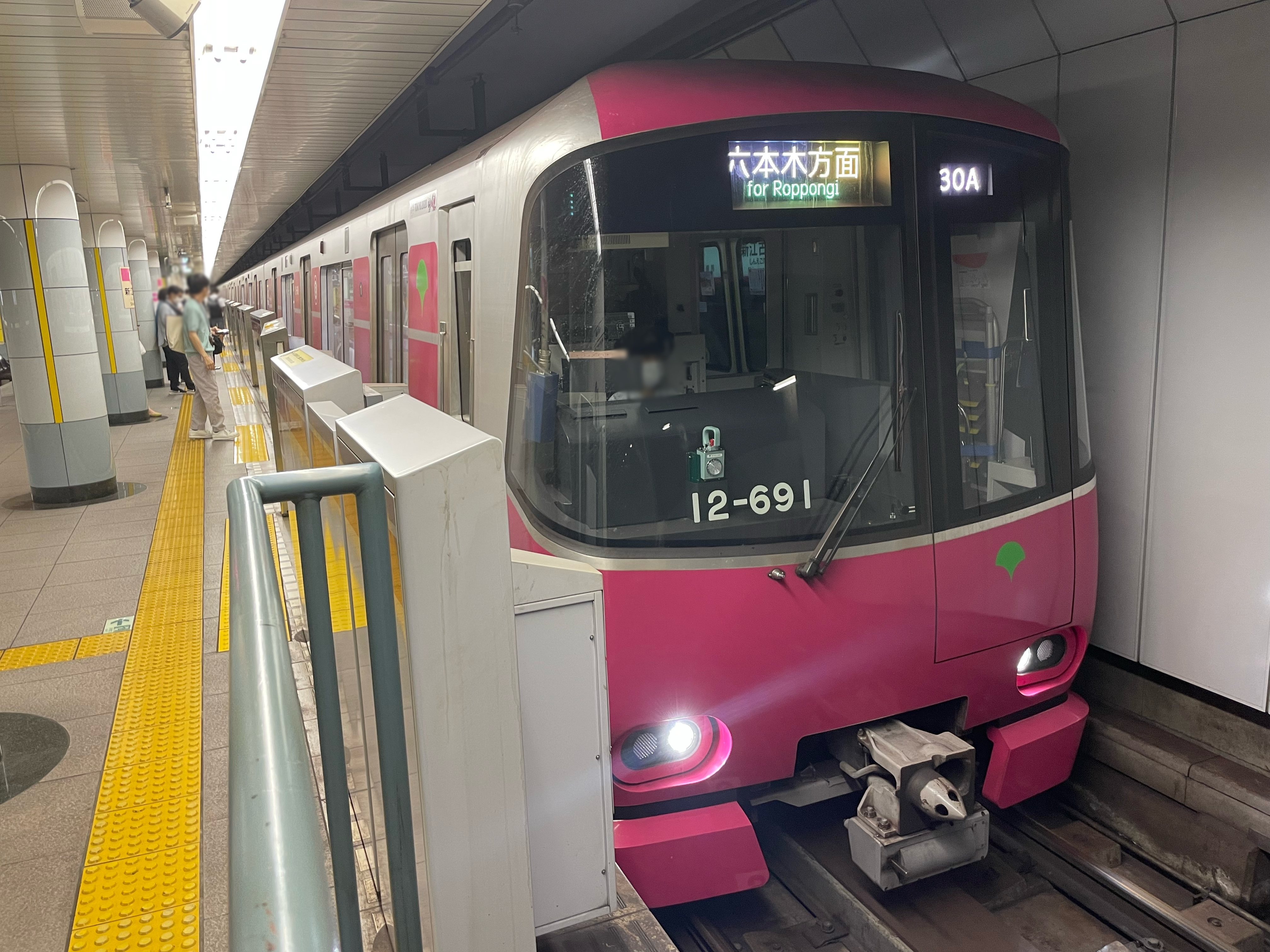
12-600形（3次車）
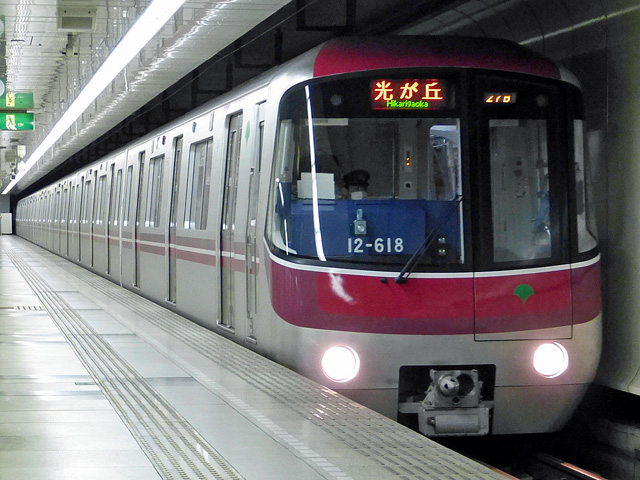
12-600形（1次車）
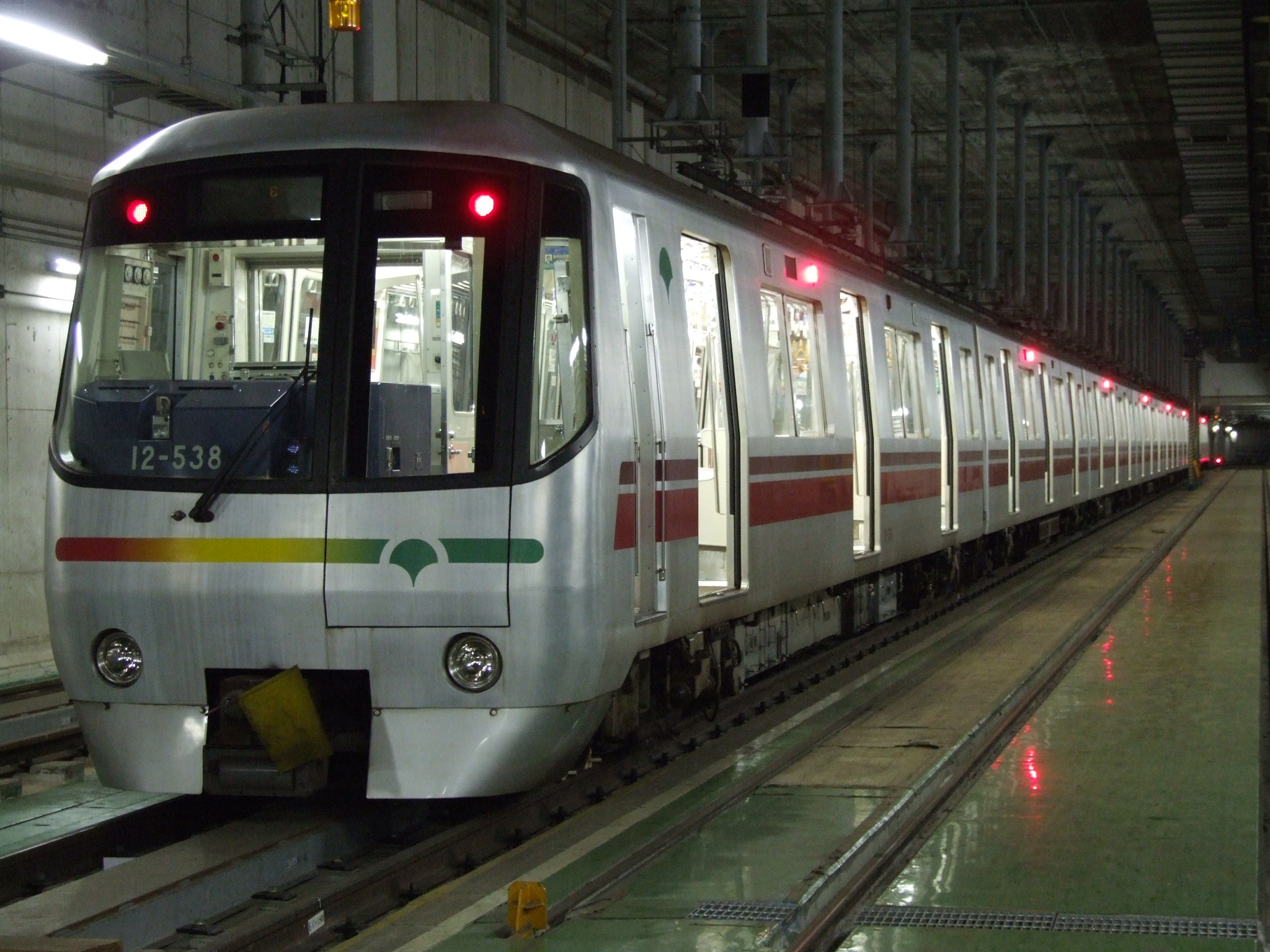
12-000形（非塗装車）
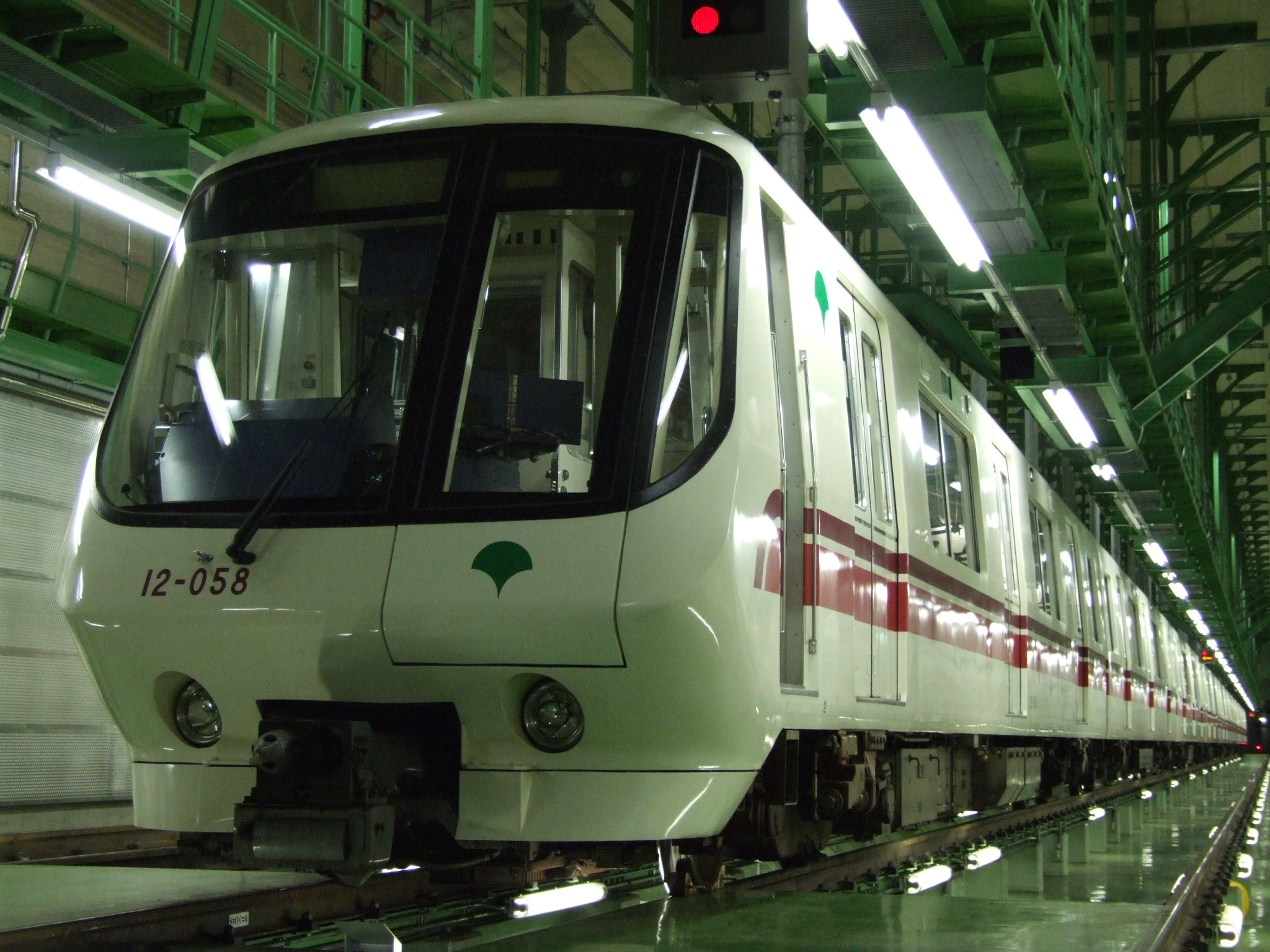
12-000形（塗装車） 2016年6月に営業運転を終了した[67]。
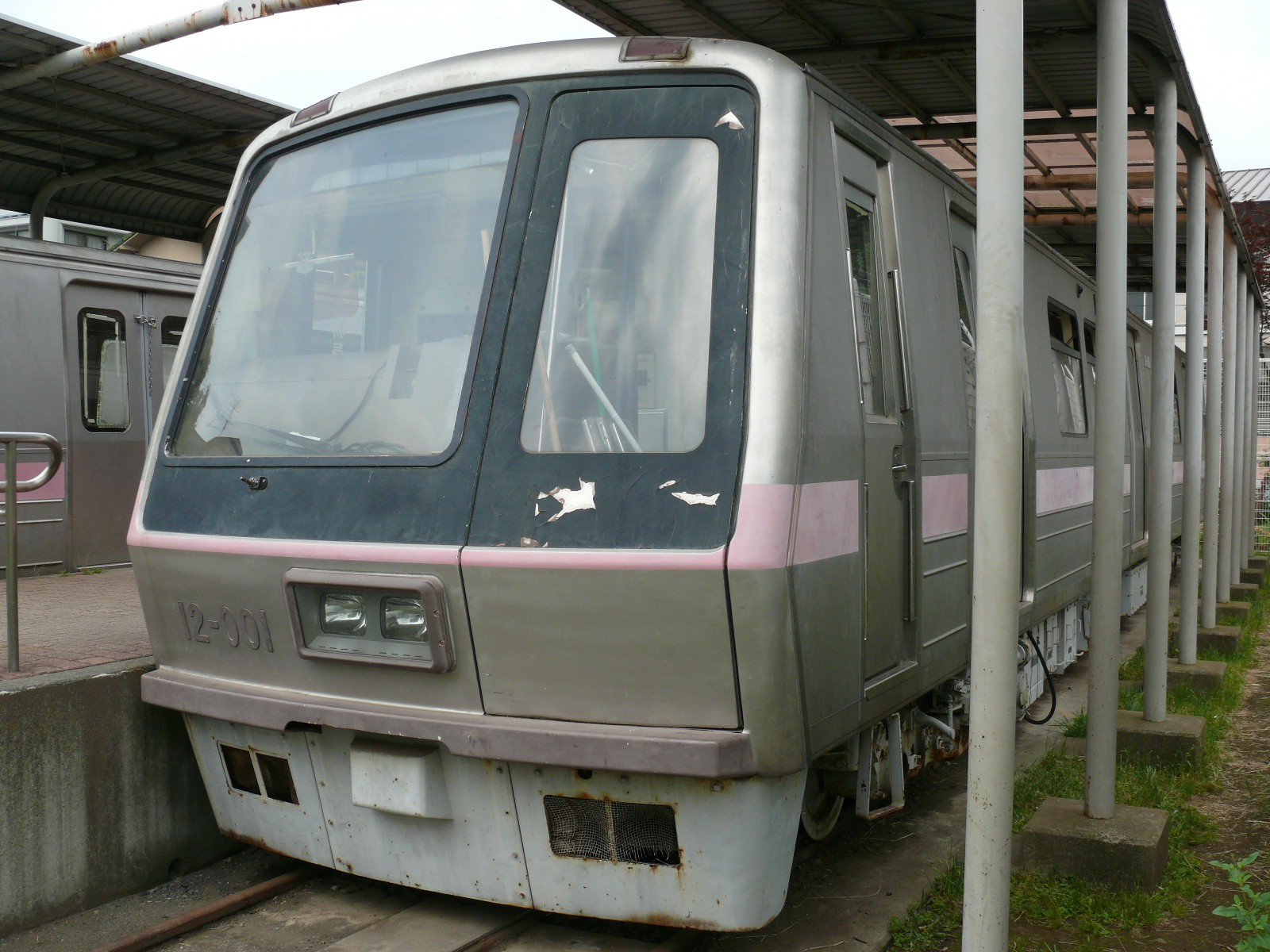
試作車（2008年6月17日 千早フラワー公園）

2016年2月に発表された『東京都交通局経営計画2016』によると、さらに3編成を増備することが計画されている。これにより最大車両編成数が現行の55編成から58編成に増加する。

## 女性専用車
2023年1月18日より、平日朝ラッシュ時間帯に女性専用車を導入した。以下の列車の4号車で設定され、いずれも終点到着までの全区間で実施される。
- 光が丘駅発 六本木・大門方面（内回り）：7:00 - 8:30に光が丘駅を発車する列車
- 都庁前駅発 飯田橋・両国方面（外回り）：7:15 - 8:10に都庁前駅2番線を発車する列車

## 経営状況
2017年度の大江戸線単独での純利益は約8億7600万円 である。約570億円の収益に対して費用が約562億円かかっており、特に約222億円の減価償却費が大きな負担となっている。損益は、2006年度には約156億円の赤字であったが年々改善しており、2016年度には開業以来初めての黒字化を達成し、2017年度も前年度比で約5億6000万円の増益であった。乗車料収入についても2012年度は約380億円、2013年度は約392億円、2014年度は397億円、2015年度は416億円、2016年度は421億円、そして2017年度は427億円と増加傾向にある。

## 利用状況
2019年（令和元年）度の1日平均輸送人員は978,206人で、都営地下鉄4線の中では最も多い。都心回帰の追い風を受けて増加傾向で推移しており、環状部を中心に沿線の大型プロジェクトや大規模マンションの着工が相次いでいることなどから、今後も長期的には増加傾向が続くと状況が予想されている。
2022年（令和4年）度の最混雑区間（A線、中井→東中野間）のラッシュピーク時の混雑率は、135%（輸送力：15,600人／輸送人員：21,014人）となっている。
開業以降の輸送実績を下表に記す。表中、最高値を赤で、最低値を緑で表記。
| 年度               | 一日平均 輸送人員 | 最混雑区間（中井→東中野間）輸送実績 | 最混雑区間（中井→東中野間）輸送実績 | 最混雑区間（中井→東中野間）輸送実績 | 最混雑区間（中井→東中野間）輸送実績 | 特記事項                                               |
| 年度               | 一日平均 輸送人員 | 運転本数：本                        | 輸送力：人                          | 輸送量：人                          | 混雑率：%                           | 特記事項                                               |
| ------------------ | ----------------- | ----------------------------------- | ----------------------------------- | ----------------------------------- | ----------------------------------- | ------------------------------------------------------ |
| 1991年（平成3年）  | 20,001            |                                     |                                     |                                     |                                     | 光が丘 - 練馬間開業年度                                |
| 1992年（平成4年）  |                   | 10                                  | 5,800                               | 2,177                               | 38                                  | 最混雑区間は豊島園 → 練馬間                            |
| 1993年（平成5年）  |                   | 10                                  | 5,800                               | 2,475                               | 43                                  |                                                        |
| 1994年（平成6年）  |                   | 10                                  | 5,800                               | 3,229                               | 56                                  |                                                        |
| 1995年（平成7年）  | 28,827            | 10                                  | 5,800                               | 3,176                               | 55                                  |                                                        |
| 1996年（平成8年）  |                   | 10                                  | 5,800                               | 4,011                               | 69                                  |                                                        |
| 1997年（平成9年）  |                   | 11                                  | 8,580                               | 5,255                               | 61                                  | 練馬 - 新宿間開業年度、最混雑区間を中井→東中野間に変更 |
| 1998年（平成10年） |                   | 11                                  | 8,580                               | 10,336                              | 120                                 |                                                        |
| 1999年（平成11年） |                   |                                     |                                     |                                     | 130                                 |                                                        |
| 2000年（平成12年） | 219,358           |                                     |                                     |                                     |                                     | 全線開業年度                                           |
| 2001年（平成13年） |                   | 14                                  |                                     |                                     | 148                                 |                                                        |
| 2002年（平成14年） |                   | 16                                  | 12,480                              | 17,661                              | 142                                 |                                                        |
| 2003年（平成15年） |                   | 16                                  | 12,480                              | 18,589                              | 149                                 |                                                        |
| 2004年（平成16年） | 647,573           |                                     |                                     |                                     | 157                                 |                                                        |
| 2005年（平成17年） | 681,623           |                                     |                                     |                                     | 155                                 |                                                        |
| 2006年（平成18年） | 720,162           |                                     |                                     |                                     | 158                                 |                                                        |
| 2007年（平成19年） | 781,487           | 19                                  | 14,820                              | 26,385                              | 178                                 |                                                        |
| 2008年（平成20年） | 796,257           | 19                                  | 14,820                              |                                     | 152                                 |                                                        |
| 2009年（平成21年） | 792,256           | 19                                  | 14,820                              | 23,978                              | 162                                 |                                                        |
| 2010年（平成22年） | 795,461           | 20                                  | 15,600                              | 22,860                              | 147                                 |                                                        |
| 2011年（平成23年） | 780,714           | 20                                  | 15,600                              | 24,142                              | 155                                 |                                                        |
| 2012年（平成24年） | 825,666           | 20                                  | 15,600                              | 22,864                              | 147                                 |                                                        |
| 2013年（平成25年） | 859,196           | 20                                  | 15,600                              | 23,045                              | 148                                 |                                                        |
| 2014年（平成26年） | 878,960           | 20                                  | 15,600                              | 22,799                              | 146                                 |                                                        |
| 2015年（平成27年） | 914,012           | 20                                  | 15,600                              | 23,836                              | 153                                 |                                                        |
| 2016年（平成28年） | 933,621           | 20                                  | 15,600                              | 24,163                              | 155                                 |                                                        |
| 2017年（平成29年） | 956,041           | 20                                  | 15,600                              | 24,483                              | 157                                 |                                                        |
| 2018年（平成30年） | 976,957           | 20                                  | 15,600                              | 24,726                              | 159                                 |                                                        |
| 2019年（令和元年） | 978,206           | 20                                  | 15,600                              | 25,158                              | 161                                 |                                                        |
| 2020年（令和02年） |                   | 20                                  | 15,600                              | 18,999                              | 122                                 |                                                        |
| 2021年（令和03年） |                   | 20                                  | 15,600                              | 18,700                              | 120                                 |                                                        |
| 2022年（令和04年） |                   | 20                                  | 15,600                              | 21,014                              | 135                                 |                                                        |

## 駅一覧
- 全駅東京都内に所在。
- 駅番号はB線（外回り）方向に増加。

| 駅番号 | 駅名                              | 駅間キロ | 累計キロ | 接続路線・備考 | 所在地 |
| ------ | --------------------------------- | -------- | -------- | --- | ------ |
| E-28   | 都庁前駅                          | -        | 0.0      | 都営地下鉄： 大江戸線（光が丘方面・六本木方面） | 新宿区 |
| E-01   | 新宿西口駅                        | 0.8      | 0.8      | 東京地下鉄： 丸ノ内線（新宿駅:M-08） 東日本旅客鉄道： 埼京線・ 湘南新宿ライン・ 中央線（快速）・ 中央・総武線（各駅停車）・ 山手線（新宿駅:JA 11・JS 20・JC 05・JB 10・JY 17） 京王電鉄： 京王線（新宿駅:KO01）、 京王新線（新線新宿駅:KO01） 小田急電鉄： 小田原線（新宿駅:OH01） 西武鉄道： 新宿線（西武新宿駅:SS01） ※都営新宿線の新宿駅とは連絡運輸を行っていない。 | 新宿区 |
| E-02   | 東新宿駅                          | 1.4      | 2.2      | 東京地下鉄： 副都心線 (F-12) | 新宿区 |
| E-03   | 若松河田駅                        | 1.0      | 3.2      | | 新宿区 |
| E-04   | 牛込柳町駅                        | 0.6      | 3.8      | | 新宿区 |
| E-05   | 牛込神楽坂駅                      | 1.0      | 4.8      | | 新宿区 |
| E-06   | 飯田橋駅                          | 1.0      | 5.8      | 東京地下鉄： 東西線 (T-06) ・ 有楽町線 (Y-13) ・ 南北線 (N-10) 東日本旅客鉄道： 中央・総武線（各駅停車）(JB 16) | 文京区 |
| E-07   | 春日駅 （文京シビックセンター前） | 1.0      | 6.8      | 都営地下鉄： 三田線 (I-12) 東京地下鉄： 丸ノ内線（後楽園駅:M-22）・ 南北線（後楽園駅:N-11） | 文京区 |
| E-08   | 本郷三丁目駅                      | 0.8      | 7.6      | 東京地下鉄： 丸ノ内線 (M-21) | 文京区 |
| E-09   | 上野御徒町駅                      | 1.1      | 8.7      | 東京地下鉄： 銀座線（上野広小路駅:G-15）、 日比谷線（仲御徒町駅:H-17） 東日本旅客鉄道： 山手線・ 京浜東北線（御徒町駅:JY 04・JK 29） ※京成電鉄本線の京成上野駅とは連絡運輸を行っていない。 | 台東区 |
| E-10   | 新御徒町駅                        | 0.8      | 9.5      | 首都圏新都市鉄道： つくばエクスプレス (TX02) | 台東区 |
| E-11   | 蔵前駅                            | 1.0      | 10.5     | 都営地下鉄： 浅草線 (A-17) | 台東区 |
| E-12   | 両国駅 （江戸東京博物館前）       | 1.2      | 11.7     | 東日本旅客鉄道： 総武線（各駅停車）(JB 21) | 墨田区 |
| E-13   | 森下駅                            | 1.0      | 12.7     | 都営地下鉄： 新宿線 (S-11) | 江東区 |
| E-14   | 清澄白河駅                        | 0.6      | 13.3     | 東京地下鉄： 半蔵門線 (Z-11) | 江東区 |
| E-15   | 門前仲町駅                        | 1.2      | 14.5     | 東京地下鉄： 東西線 (T-12) | 江東区 |
| E-16   | 月島駅                            | 1.4      | 15.9     | 東京地下鉄： 有楽町線 (Y-21) | 中央区 |
| E-17   | 勝どき駅                          | 0.8      | 16.7     | | 中央区 |
| E-18   | 築地市場駅                        | 1.5      | 18.2     | | 中央区 |
| E-19   | 汐留駅 （シオサイト）             | 0.9      | 19.1     | ゆりかもめ： 東京臨海新交通臨海線 (U-02) | 港区   |
| E-20   | 大門駅 （浜松町）                 | 0.9      | 20.0     | 都営地下鉄： 浅草線 (A-09) 東日本旅客鉄道： 山手線・ 京浜東北線（浜松町駅:JY 28・JK 23） 東京モノレール： 東京モノレール羽田空港線（モノレール浜松町駅:MO 01） | 港区   |
| E-21   | 赤羽橋駅                          | 1.3      | 21.3     | | 港区   |
| E-22   | 麻布十番駅                        | 0.8      | 22.1     | 東京地下鉄： 南北線 (N-04) | 港区   |
| E-23   | 六本木駅                          | 1.1      | 23.2     | 東京地下鉄： 日比谷線 (H-04) | 港区   |
| E-24   | 青山一丁目駅                      | 1.3      | 24.5     | 東京地下鉄： 銀座線 (G-04) ・ 半蔵門線 (Z-03) | 港区   |
| E-25   | 国立競技場駅 （東京体育館前）     | 1.2      | 25.7     | | 新宿区 |
| E-26   | 代々木駅                          | 1.5      | 27.2     | 東日本旅客鉄道： 中央・総武線（各駅停車）(JB 11)・ 山手線 (JY 18) | 渋谷区 |
| E-27   | 新宿駅                            | 0.6      | 27.8     | 都営地下鉄： 新宿線 (S-01) 東日本旅客鉄道： 埼京線 (JA 11)・ 湘南新宿ライン (JS 20)・ 中央線（快速）(JC 05)・ 中央・総武線（各駅停車）(JB 10)・ 山手線 (JY 17) 京王電鉄： 京王線（KO01）・ 京王新線（新線新宿駅:KO01） 小田急電鉄： 小田原線（OH01） ※西武新宿線の西武新宿駅および丸ノ内線の新宿駅とは連絡運輸を行っていない。                                          | 渋谷区 |
| E-28   | 都庁前駅                          | 0.8      | 28.6     | 都営地下鉄： 大江戸線（飯田橋・両国方面） | 新宿区 |
| E-29   | 西新宿五丁目駅 （清水橋）         | 0.8      | 29.4     | | 新宿区 |
| E-30   | 中野坂上駅                        | 1.2      | 30.6     | 東京地下鉄： 丸ノ内線（本線・方南町支線）(M-06) | 中野区 |
| E-31   | 東中野駅                          | 1.0      | 31.6     | 東日本旅客鉄道： 中央・総武線（各駅停車）(JB 08) | 中野区 |
| E-32   | 中井駅                            | 0.8      | 32.4     | 西武鉄道： 新宿線 (SS04) | 新宿区 |
| E-33   | 落合南長崎駅                      | 1.3      | 33.7     | | 新宿区 |
| E-34   | 新江古田駅                        | 1.6      | 35.3     | | 中野区 |
| E-35   | 練馬駅                            | 1.6      | 36.9     | 西武鉄道： 池袋線・ 西武有楽町線・ 豊島線 (SI06) | 練馬区 |
| E-36   | 豊島園駅                          | 0.9      | 37.8     | ※西武豊島線の豊島園駅とは連絡運輸を行っていない。 | 練馬区 |
| E-37   | 練馬春日町駅                      | 1.5      | 39.3     | | 練馬区 |
| E-38   | 光が丘駅                          | 1.4      | 40.7     | | 練馬区 |

1. 1 2  乗り換えには一旦地上に出る必要がある。

- 月島駅とその隣の門前仲町駅の間の付近にJR京葉線の越中島駅があるが、大江戸線に駅は設置されていない。
- 大門駅とその隣の赤羽橋駅の間の付近に都営三田線の芝公園駅があるが、大江戸線に駅は設置されていない。
- 国立競技場駅は、千駄ケ谷駅とは至近距離だが、正式な連絡駅とはされていない。
- 大江戸線には複数の周辺地名を組み合わせた複合駅名が都営地下鉄の他の路線と比較して多く存在しており、放射部に1駅（落合南長崎駅）、環状部に2駅（若松河田駅・清澄白河駅）ある。
- 大江戸線は東京メトロ千代田線を除く全ての東京の地下鉄路線と乗り換えが可能である。千代田線とは本郷三丁目駅 - 上野御徒町駅間で交差しているが、その箇所に駅はなく、至近の千代田線湯島駅とは地下通路で結ばれておらず、連絡運輸も行っていない。2011年2月4日の東京メトロと都営地下鉄の経営一元化をめぐる国と東京都の協議会で、湯島駅と上野御徒町駅を乗換接続駅に指定することを検討しているとされたが、同年12月に行われた会議において接続駅への指定を見送った。また、青山一丁目駅 - 六本木駅間でも千代田線と交差し、千代田線には乃木坂駅があるが、大江戸線には駅はない。

### 駅デザイン
大江戸線の各駅は、利用者に魅力あるものとするため、改札口付近に「ゆとりの空間」を設置するとともに、地域の特色を活かしたデザインを随所に取り入れている。なお、都庁前・新宿以外の環状部26駅については、公募プロボーザル方式によりパブリックアートとして駅デザイン（主に内装）を土木業者とは別の建築などの設計事務所に委託した。
コストとの兼ね合いで、駅全体の設計そのものにはデザイナーが関わっていないものの、地下部のデザインに全面的に関わることになった試みとして評価されている。これにより、2001年には一部の駅がグッドデザイン賞建築・環境デザイン部門の金賞、インター・イントラ スペースデザイン セレクションの大賞、および土木学会技術賞を受賞している。

### 駅の深さ
この路線では、都営地下鉄の中でも地上から深い駅が多い。
東京都交通局における「駅の深さ」とは、駅中心部における地表からホーム面までの深さを表す。東京地下鉄（東京メトロ）における「駅の深さ」とは、駅中心部における地表からレール面までの深さを表す。よって厳密には、両者の単純な比較は適切ではない。
都営地下鉄全駅の中では深い順に、
1. 六本木駅（1番線：42.3 m、2番線：32.8 m）
2. 東中野駅 (38.8 m)
3. 新宿駅 (36.6 m)
4. 中井駅 (35.1 m)
5. 中野坂上駅 (33.4 m)
6. 麻布十番駅 (32.5 m)
7. 飯田橋駅 (32.1 m)
8. 三田線白金高輪駅 (28.7 m)
9. 国立競技場駅 (28.4 m)
10. 三田線白金台駅 (27.2 m)

となり、大江戸線の駅（路線名を書いていない駅）が8駅もランクインしている。
東京地下鉄の駅を含めた場合は、
1. 六本木駅（1番線：42.3 m、2番線：32.8 m）
2. 東中野駅 (38.8 m)
3. 千代田線国会議事堂前駅 (37.9 m)
4. 南北線後楽園駅 (37.5 m)
5. 新宿駅 (36.6 m)
6. 半蔵門線永田町駅 (36.0 m)
7. 副都心線東新宿駅 （B線：35.4 m、A線：29.2 m）
8. 中井駅 (35.1 m)
9. 副都心線雑司が谷駅 (33.8 m)
10. 中野坂上駅 (33.4 m)

となり、大江戸線の駅（路線名を書いていない駅）が5駅もランクインしている。
なお、東京地下鉄との共用駅である白金高輪駅と白金台駅の深さは、東京都交通局の資料と東京地下鉄の資料では数値が異なる（東京地下鉄の白金高輪駅の深さは29.8 m、白金台駅の深さは28.3 m）。本項目では東京都交通局の資料（『都営交通のあらまし2019』）から記載した。

## 将来の計画

### 延伸構想
建設時より、光が丘駅の構造・配線は将来の延伸を考慮したものとなっている。1997年より、練馬区と東京都清瀬市および埼玉県新座市・所沢市を会員、埼玉県狭山市を準会員とする1区4市が都市高速鉄道12号線延伸促進協議会を設置し、光が丘駅から各市区を経由してJR武蔵野線方面へ延伸する要望活動を、東京都と埼玉県に対して行っている。
2000年の運輸政策審議会答申第18号では、光が丘 - 大泉学園町間については「2015年までに整備着手することが適当である路線」、大泉学園町 - 武蔵野線方面間については同じく「今後整備について検討すべき路線」として位置付けられた。
2016年の交通政策審議会答申第198号では、光が丘駅から大泉学園町・埼玉県新座市・清瀬市を経由して武蔵野線東所沢駅までの延伸が答申されている。
練馬区内では、整備中の都市計画道路補助第230号線直下を導入空間とし、土支田駅、大泉町駅、大泉学園町駅の3駅（駅名はいずれも仮称）を新設する計画である。
新座市では、1972年の12号線免許申請段階では、同市片山に車庫及び車両工場を設置し、光が丘駅との間を5.3 kmの非営業の入出庫線で連絡する計画が存在し、また東京都から非公式に同市内への1駅設置と車庫建設を提案された経緯があり、車両基地として4ヘクタールの土地を無償提供する、市南部に設置するとみられる新駅（同市では「新座中央駅」と仮称している）周辺の約90ヘクタールを区画整理した上で大学や商業施設を誘致する、といった構想を公表し、早期延伸の実現を目指している。
また、2019年8月31日に埼玉県知事に就任した大野元裕は、延伸を公約に掲げている。
このほか、都庁前駅の引き上げ線を活用し、大泉学園町から南下して世田谷区を経由し都庁前駅に戻るという8の字型運転の構想がされたこともあるが、正式な計画として採用されるには至っていない。

## その他

### 旅客案内
- 開業当初より、他の都営地下鉄の路線にはない、黒背景に緑字や白字等の独自の案内サインが設置された。ただし、2010年頃より順次他の路線と同様に新サインへの更新が進められており、現在は開業当初の案内サインは少なくなっている。
- 現在、都営地下鉄全線で使われている接近メロディを最初に導入した路線である。2000年の全線開業時点では、12号線時代に開業した光が丘 - 新宿の各駅では、他の駅・路線で使われているものよりも音が低い初期型が使われていた。2013年時点では初期型のものが使われているのは練馬 - 中野坂上の各駅のみとなっていたが、後述の2014年2月1日の接近放送の更新にあわせ、標準型の接近メロディに更新され、初期型の接近メロディは聞けなくなった。
- 一部の駅では、列車のホーム到着直前に車内アナウンスにて、到着駅名とともに駅周辺の企業、店舗などの広告アナウンスが入る。
- 2014年2月1日より、大江戸線全駅にて接近放送が更新され、2013年に三田線、浅草線、新宿線で更新された、新接近放送と同じアナウンサーが収録した放送になった。この放送は中央音源方式となっており、中央装置で生成した音声がVoIPにより各駅に配信され、放送装置から出力されている[93]。

### 空調
大江戸線は全区間が地下トンネルであり、また車両やトンネル断面が小さく熱がこもりやすいこともあって、原則として暖房は使用しない。一方で、冷房は都営地下鉄の他線より低い設定温度とされている。

### 曲線・勾配
- 当初の大江戸線は回転型モーターによる「小型地下鉄」規格を採用する予定であったことから[96]、最初の開業区間の光が丘 - 練馬駅間における曲線半径は本線 160 m 以上（側線 80 m 以上）[96]、本線の最急勾配は 35 ‰ 以下（側線は 45 ‰以下）の建設基準となっていた[96]。
  - 実際の光が丘 - 練馬間における、最急曲線は半径 165 m [97]、最急勾配は練馬春日町 - 豊島園間の 32 ‰ となっている[97]。光が丘 - 高松車庫間の入出庫線（側線）では、最急曲線は半径 82 m 、最急勾配は 42 ‰（光が丘駅→高松車庫地下1階部）である[97]。
  - ただし、大泉学園方面への延伸を見越して、大泉学園方面へ向かうB線の本線は、光が丘駅から高松車庫の入出庫線をアンダーパスする部分までトンネルが構築されており[97]、この場所に下り 35 ‰ の勾配がある[97]。
- 1988年（昭和63年）12月に鉄輪式リニア地下鉄方式（同時に台車はセルフステアリング（自己操舵）台車となる）の採用となり、以降の開業区間（練馬 - 新宿間および環状部）の曲線半径は本線 100 m 以上（側線 80 m 以上）[96]、最急勾配は 55 ‰ 以下の建設基準となった[96]。環状部については、最急勾配47‰、最小曲率半径100mとなっている[98]。工事認可時の国土交通省による普通鉄道構造規則では、リニアインダクションモーター推進方式による列車のみ運転する線路の勾配は最大で60‰と定められていたため、基準の範囲内となっている[注釈 10]。
- カーブが多くトンネルが狭い特性から騒音が大きい。2020年には新型コロナウイルス感染症 （COVID-19）流行に伴う換気策として窓を一部開放したためさらに騒音が大きくなり、東京新聞の調べでは落合南長崎駅 - 中井駅間で120デシベルを記録した[99]。

### イベント
- 2007年11月19日から12月2日まで、2016年の東京オリンピック・パラリンピック招致のために環状部の各駅と放射部の中野坂上・光が丘の両駅で「TOEI STATION STADIUM」を展開した。都庁前駅では1964年の東京オリンピックについての展示、それ以外の駅ではオリンピック29競技の展示が行われた。